# 奥拉涅斯塔德 (圣尤斯特歇斯)
奥拉涅斯塔德是荷兰公共实体圣尤斯特歇斯的首府，是一个港口城镇。总人口约1000人。主要景点有橘堡(Fort Oranje)。它可以分为两个部分，即上城与下城。海滨的下城有旧殖民时代的建筑，上城为住宅和商业区。奥拉涅斯塔德是圣基茨和尼维斯居民的主要购物目的地。